# Opernhaus Wuppertal

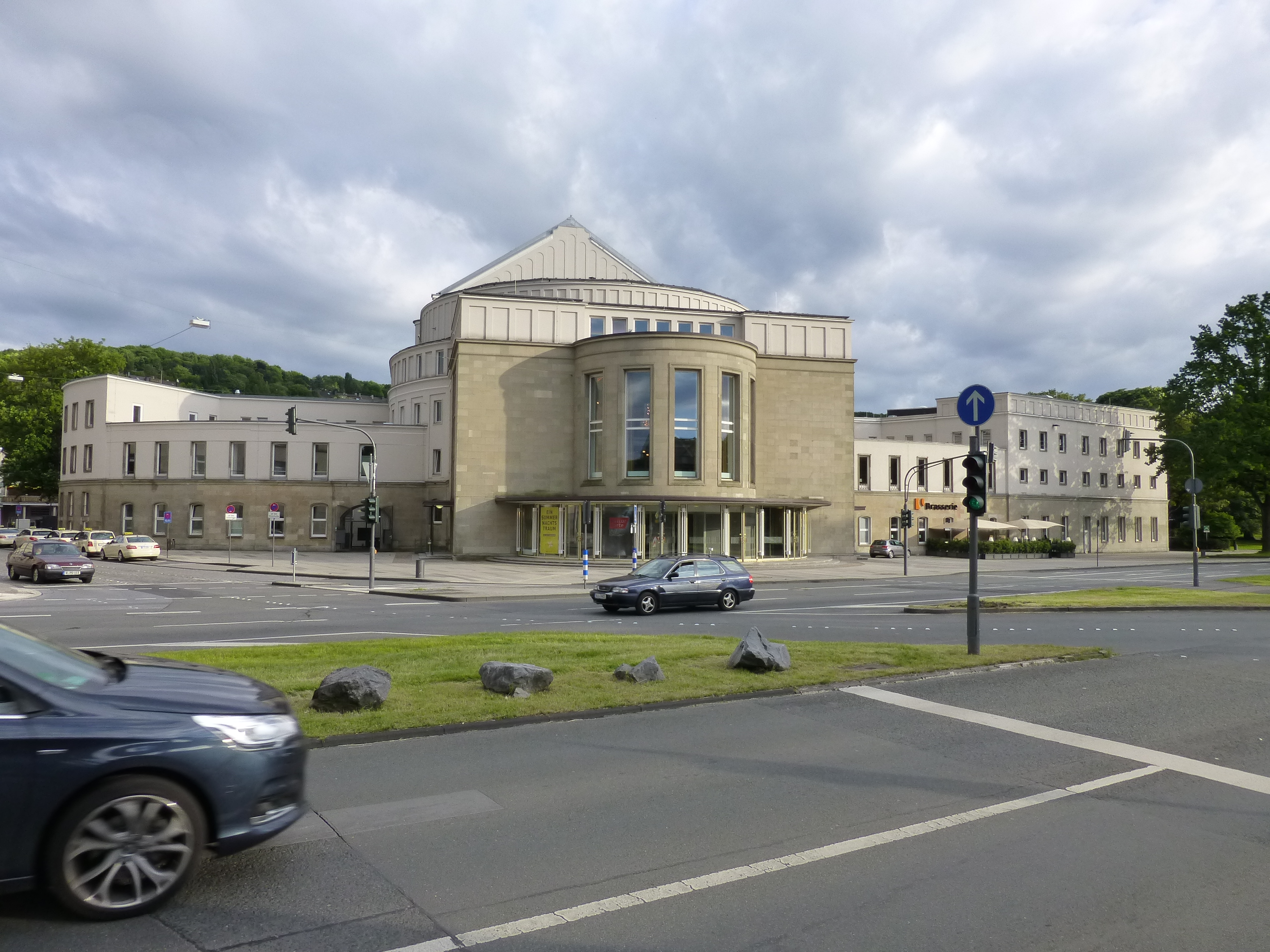
Das Wuppertaler Opernhaus, 2013

Das Opernhaus Wuppertal ist ein ursprünglich als Stadttheater Barmen 1905 errichteter Theaterbau, der heute die Hauptspielstätte der Wuppertaler Bühnen und des Tanztheaters Pina Bausch bildet. Als nach dem Zweiten Weltkrieg im Stil der 1950er Jahre renovierter, ursprünglich dem Jugendstil verpflichteter Bau steht der Gebäudekomplex, der durch Anbauten in den 1970er Jahren erweitert und von 2006 bis 2009 grundsaniert wurde, unter Denkmalschutz.

## Baugeschichte

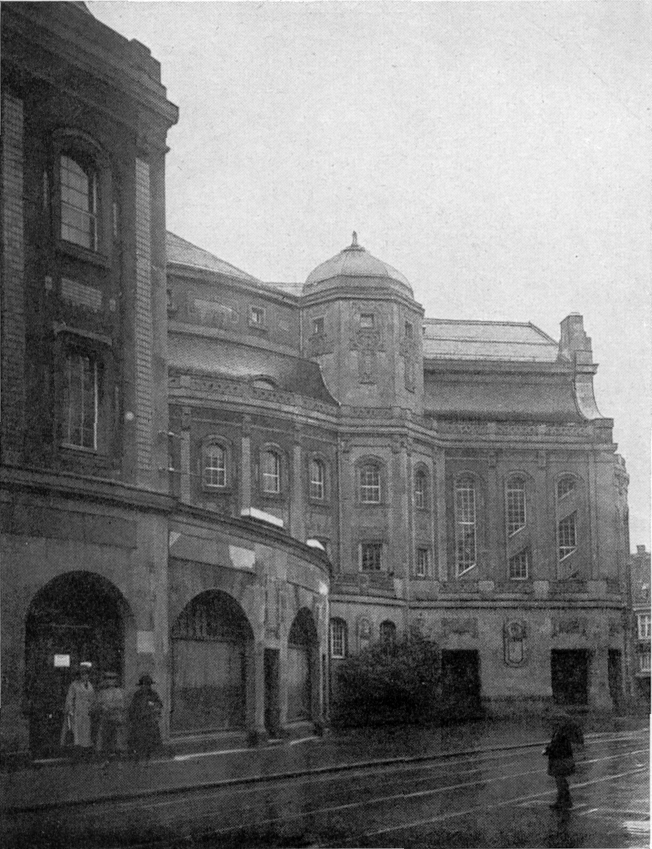
Opernhaus, 1905

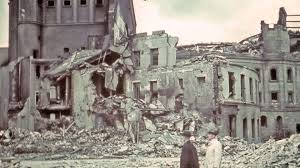
Das Opernhaus nach dem Angriff auf Barmen, 1943

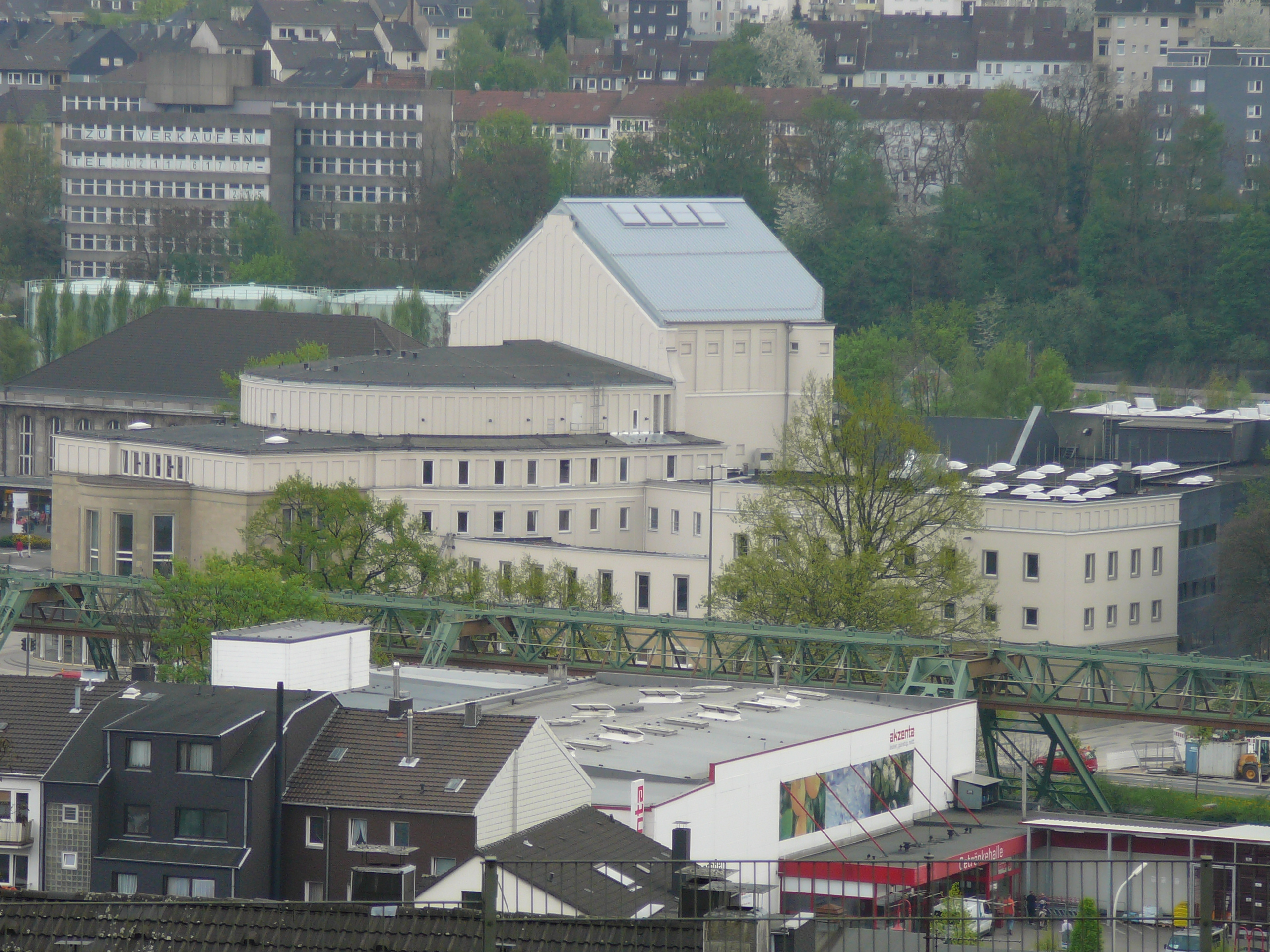
Blick auf das Opernhaus vom Rott aus gesehen, 2009

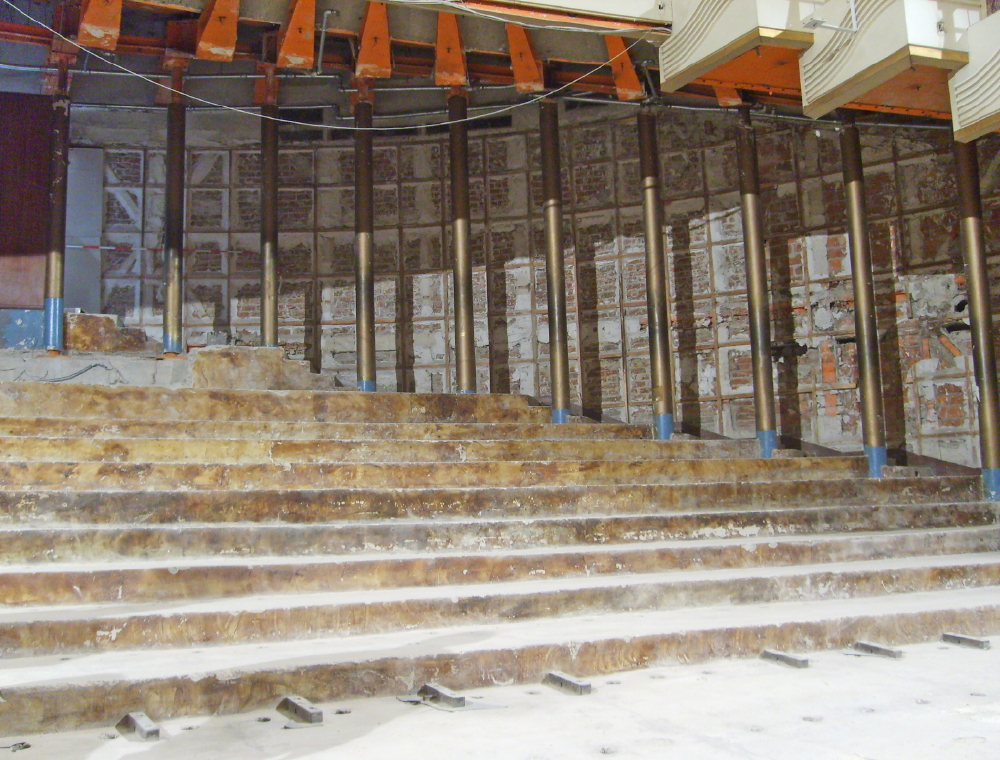
Zuschauersaal der Oper 2007 während der Umbauarbeiten

1905 wurde der ursprüngliche Bau nach Entwürfen des Kölner Architekten Carl Moritz fertiggestellt. Dieser Bau, eine der Entstehungszeit entsprechende Mischung aus Neobarock und Jugendstil, wurde in der Nacht zum 30. Mai 1943 bei einem Luftangriff auf Barmen schwer beschädigt.
Nach langen Diskussionen, ob man die Ruinen abreißen und einen völlig neuen Bau errichten solle oder ob man unter Verwendung der verbliebenen Bausubstanz planen solle, fiel – nicht zuletzt aus Kostengründen – die Entscheidung für eine Wiederverwendung der Ruine.
Am Sonntag, dem 14. Oktober 1956, wurde das Haus mit einem Festakt und einer Festaufführung von Paul Hindemiths Oper Mathis der Maler neu eröffnet. Es beendete das nach der Zerstörung des einstigen Stadttheaters Wuppertal eingerichtete Opernhausprovisorium in der Stadthalle in Elberfeld. Zum ersten Mal in seiner Geschichte diente das Theaterhaus nun ausschließlich als Spielstätte für die Oper und das Ballett – und ab 1974 neben dem Elberfelder Schauspielhaus auch für das Tanztheater von Pina Bausch. Nach dem Wiederaufbau aus Ruinen war aus einem Theater mit vier Rängen im Zuschauerraum jetzt ein Haus mit zwei Rängen geworden. Bewusst hatte man auf die Wiederherstellung der „schwerverdaulichen Formensprache des Jugendstils“, so der Wuppertaler Baudezernent Friedrich Hetzelt, verzichtet. Es war, trotz alter Hülle, ein Bauwerk aus dem ästhetischen Empfinden der 1950er Jahre entstanden. Als signifikantes Beispiel dieser (innen-)architektonischen Richtung steht es mittlerweile unter Denkmalschutz.
Durch ein negativ ausgefallenes Brandschutzgutachten wurde die Schließung des Opernhauses zum Dezember 2003 unvermeidbar. Im Dezember 2002 beschloss der Rat der Stadt Wuppertal die Sanierung des Hauses, die Ende 2006 nach langem Vorlauf begonnen werden konnte. Am 18. Januar 2009 wurde das Wuppertaler Opernhaus mit einem Festakt wiedereröffnet.
Das Hochwasser in West- und Mitteleuropa 2021 setzte die komplette Unterbühne mit dem Orchestergraben und der dazu gehörenden Bühnentechnik, der Elektrik und der Belüftungsanlage anderthalb Meter tief unter Wasser. Das Gebäudemanagement schätzte den Schaden auf sechs bis 10 Millionen Euro.

## Generalmusikdirektoren (Auswahl)
- Fritz Lehmann (1938–1947)
- Hans Weisbach (1947–1951)
- Martin Stephani (1951–1963)
- János Kulka (1964–1975)
- Hanns-Martin Schneidt (1975–1985)
- Peter Gülke (1986–1996)
- George Hanson (1998–2004)
- Toshiyuki Kamioka (2004–2016)
- Julia Jones (2016–2021)
- Patrick Hahn (seit 2021)